# Flavigny-sur-Moselle
Flavigny-sur-Moselle é uma comuna francesa na região administrativa de Grande Leste, no departamento de Meurthe-et-Moselle. Estende-se por uma área de 17,3 km². Em 2010 a comuna tinha 1 882 habitantes (densidade: 108,8 hab./km²).